# Encyrtus signifer
Encyrtus signifer är en stekelart som beskrevs av Prinsloo 1991. Encyrtus signifer ingår i släktet Encyrtus och familjen sköldlussteklar.
Artens utbredningsområde är:
- Kamerun.
- Gabon.

Inga underarter finns listade i Catalogue of Life.